# Armorial des villes américaines
- il comporte peu ou pas de sources.
- certaines figures sont encore dans un format bitmap et doivent être vectorisées.
- il reste des blasons à dessiner dans cet armorial.

Cette page donne les armoiries (figures et blasonnements) des principales villes américaines.

## Argentine
| Figure | Nom de la commune et blasonnement |
|        | Buenos Aires D'azur à deux voiliers d'or voguant sur une mer au naturel ondée d'argent, une ancre du même en bande mouvante d'une de ces ondes, surmontés d'une aigle volante et rayonnante aussi d'argent. |

## Brésil
| Figure | Nom de la commune et blasonnement |
|        | Belo Horizonte D'azur, soleil d'or naissant derrière des bâtis de sinople, au chef d'or chargé d'un triangle de gueules.                                                                      |
|        | Curitiba De gueules à un sapin de sinople. |
|        | Florianópolis Coupé, au premier d'azur au soleil naissant d'or, au deuxième d'azur à trois burelles ondées d'argent, sur le tout un écusson d'or à la croix de l'ordre portugais du Christ.   |
|        | Fortaleza Coupé, au premier d'azur à la tour crènelée d'or, au deuxième la mer au naturel. |
|        | Goiânia De sinople à la fleur de lis d'or, au lambel de même, en champagne une divise ondée d'argent, tous dedans une bordure d'acier, chargée avec huit flammes de gueules.                  |
|        | Londrina D'argent à la croix de gueules, chargée avec quatre étoiles d'argent, et en canton une charrue de sable.                                                                             |
|        | Maceió Tiercé en fasce, au 1°) de sinople au bateau de voile d'argent, au 2°) d'argent à la divise ondée de gueules, au 3°) d'azur au bateau de voile d'argent.                               |
|        | Manaus Coupé, le premier parti. Blason comportant 3 scènes « au naturel » non blasonnables.                                                                                                   |
|        | Natal D'azur à la comète caudée d'or et d'argent. |
|        | Petrópolis Enté en pointe, au premier d'azur au monogramme de l'empereur Pierre II de Brésil d'or; et au deuxième, d'or à l'aigle de sable, becquée et membrée de gueules.                    |
|        | Porto Alegre tiercé en fasce, au 1°) d'or à la croix de l'ordre portugais du Christ, au 2°) d'azur à une arche d'argent maçonnée de sable, au 3°) de sinople à une caravelle portugaise d'or. |
|        | Rio de Janeiro D'azur, sphère manueline d'or sur trois flèches croisées du même, sur le tout un bonnet républicain de gueules.                                                                |
|        | Salvador D'azur d'une colombe d'argent becquée et membrée de gueules, tenant une branche dans son bec de sinople.                                                                             |
|        | São Paulo De gueules, au dextrochère armé d'argent mouvant du flanc senestre, tenant un drapeau du même chargée de la croix de l'ordre portugais du Christ.                                   |

## Canada
| Image | Nom de la commune et blasonnement |
| ----- | --- |
|       | Calgary (Alberta) |
|       | Edmonton (Alberta), Capitale de l'Alberta De pourpre à une fasce ondée d'argent chargée d'une burèle ondée d'azur et accompagnée en chef d'une roue d'engrenage ailée d'or et en pointe d'une gerbe de blé du même, au chef d'azur soutenu d'une divise d'argent chargé d'un soleil d'or mouvant de la ligne inférieure du chef |
|       | Montréal (Québec) - D'argent à la croix de gueules cantonnée au 1er d'une fleur de lis d'azur ; au 2e d'une rose de gueules tigée, feuillée de sinople; au 3 d'un chardon de pourpre tigé et feuillé aussi de sinople ; au 4es d'un trèfle du même. |
|       | Ottawa (Ontario), Capitale du Canada D'argent à une croix ondée d'azur chargée d'un filet en croix ondé d'argent et cantonnée au un de la Couronne royale au naturel et au quatre d'une feuille d'érable de gueules, au chef du même chargé d'un astrolabe accosté à dextre de deux flèches passées en sautoir, le tout d'argent, et brochant sur elles, l'aviron d'un canot indien d'or la pale en haut et, à senestre, d'une pelle et d'une pioche d'argent passées en sautoir et, brochante sur elles, une grenade d'or enflammée au naturel |
|       | Québec (Québec), Capitale du Québec D'azur à la champagne burelée-ondée d'argent et d'azur sommée d'un navire ancien voguant à pleines voiles d'or, au chef de gueules bordé d'or et chargé de deux clés d'or passées en sautoir, à la feuille d'érable de sinople brochante sur les clés |
|       | Toronto (Ontario), Capitale de l'Ontario - D'or au chef-pal d'azur |
|       | Vancouver (Colombie-Britannique) Burelé-ondé d'azur et d'argent de huit pièces au chef d'or chargé de deux fleurs de cornouiller au naturel, à une pile de sinople brochante et chargée d'un totem d'or dans le style des Kwakiutl composé d'un aigle, d'un grizzly et d'un flétan |

## Chili
| Figure | Nom de la commune et blasonnement |
|        | Santiago                          |
|        | Valparaíso                        |
|        | Concepción                        |

## Colombie
| Figure | Nom de la commune et blasonnement                                                                                                 |
|        | Bogota D'or, à l'aigle couronnée de sable tenant dans chaque patte une grenade de gueules, à la bordure d'azur neuf grenades d'or |